# Antun Ulrich
Antun Ullrich  (Bizovac, 6. travnja 1872. – Zagreb, 2. lipnja 1937.) bio je hrvatski galerist. Otac je arhitekta Antuna (Tunča) Ulricha, djed skladatelja Borisa Ulricha.
Obitelj (porijeklom sudetski Nijemci iz nekadašnjeg Egera, današnjeg Cheba) mu je kasnije živjela u Vinkovcima. Otac je bio bačvar, no Antun je odabrao i izučio staklarski obrt. Oko 1895. godine došao je u Zagreb i uskoro otvorio vlastitu staklariju u kojoj je prihvaćao i poslove uokvirivanja i opreme slika. Na taj je način došao u dodir s mnogim umjetnicima, a šturi enciklopedijski podaci navode da “od 1907. u njegovoj radionici izlažu pojedini umjetnici slike radi prodaje, a povremeno priređuju samostalne izložbe”. Bit će najvjerojatnije riječ o prezentacijama tek u izlogu radnje. Pokazao se vrlo sposoban obrtnik i osobiti ljubitelj umjetnosti te je 1909. odlučio otvoriti prvi pravi zagrebački izložbeni salon koji će u gotovo dva desetljeća opstanka (1909. – 1927.) promicati hrvatske, ali i inozemne umjetnike, priređivati izložbe studenata Likovne akademije, organizirati prezentacije arhitektonskih i novinarskih radova, osnivati likovne grupe i zalagati se za izgradnju atelijera mladih umjetnika. 
U skupini koja ga je nagovorila na to bili su, između ostalih, prvi profesori na Višoj školi za umjetnosti i umjetnički obrt u Zagrebu: Menci Klement Crnčić, Bela Čikoš Sesija te Robert Frangeš-Mihanović. Dokaz je to da su sami umjetnici u A. Ullrichu prepoznali onoga koji će zajedno s njima imati volje i umješnosti preuzeti zadaću umjetničkoga i kulturnoga oblikovanja zagrebačke sredine. I tako je krajem 1909. godine na I. katu Ilice 54 otvoren Ullrichov salon zajedničkim nastupom zagrebačkih umjetnika. Sljedeća je bila “Izložba zgoditaka Društva umjetnosti” da bi u veljači 1910. započela čitava serija samostalnih izlaganja. Zagrebačkoj se publici prvo predstavio češki grafičar F. Šimon sa 62 rada. A. Milčinović donio je prikaz ovoga inozemnoga gostovanja, ali i samoga salona kao jedinstvene kulturne pojave.
No, nije mogao ne iskazati i tihe sumnje glede potencijalnih kupaca. Očito je da je Antun Ullrich na početku svoje životne avanture nailazio i na razumijevanje i na sumnjičavost okoline. Riječ jednoga drugoga velikog Slavonca Izidora Kršnjavog upravo pristaju tom rađanju našega prvog salona i prvog galeriste: “Pionirski rad i - sudbina pionira! Kulturna gnojiva!”

## Vanjske poveznice
- Objavljena knjiga o Salonu Ullrich
- O monografiji 'Ulrich 1909.-2009.'[neaktivna poveznica]